# Željeznička vozila
Željeznička vozila su vozila koja se kreću po tračnicama, predviđena da vuku ili budu vučena od strane vučnih vozila (u ovu vrstu vozila ne spadaju tramvaji). Željeznička vozila namijenjena su prijevozu putnika, roba (tereta) ili za potrebe željeznice. Ova vozila se povezuju u jedno ili više vučnih vozila i jedno ili više vučenih vozila i tada tu skupinu vozila nazivamo vlak.
Prema osnovnoj podjeli željeznička vozila dijele se na:
- vučna vozila - željeznička vozila s vlastitim pogonom (lokomotive, motorni vlakovi)
- vučena vozila - željeznička vozila bez vlastitog pogona koja mogu služiti za javni prijevoz putnika (putnički vagon), za prijevoz tereta (teretni vagon) i za posebne namjene
- vozila za posebne namjene - željeznička vozila s vlastitim pogonom ili ono koje je vučeno drugim vozilom, a služe u željezničke svrhe. Tu se ubrajaju vagoni za mjerenje, provjeru, održavanje i izgradnju pruga, pružnih postrojenja, kontaktne mreže, provjere i mjerenje značajki vučnih vozila, vagone pomoćnog vlaka, druge vagone za željezničke potrebe i pružna vozila.

## Lokomotive
Osnovna podijela:
- parne
- dizelske
- električne

Postoji i nekoliko specijalnih eksperimentalnih pogona:
- turbinska lokomotiva
- magnetsko levitacijsko vučno vozilo

Postojalo je i nekoliko neuspjelih eksperimentalih modela pogona:
- nuklearni pogon
- pogon na stražnji propeler
- pogon na mlazni motor

## Vagoni
Osnovna podjela vagona:
- putnički
- teretni

## Motorni vlak
Motorni vlak nema lokomotivu i vagone u klasičnom smislu, već je to samostalna povezana garnitura. Pogon može biti u specijalno izdvojenoj motornoj jednici, ili motori mogu biti raspoređeni uzduž motornog vlaka. Neke motorne vlakove je moguće spajati, radi dobivanja većeg prijevoznog kapaciteta. Ova vrsta vozila se koristi isključivo za prijevoz putnika.

## Poveznice
- Željeznica
- Vlak

## Vanjske poveznice
- Željeznička vozila Hrvatska tehnička enciklopedija, portal hrvatske tehničke baštine. LZMK